# Старовірівська сільська рада (Шевченківський район)
Старові́рівська сільська́ ра́да — адміністративно-територіальна одиниця та орган місцевого самоврядування в Шевченківському районі Харківської області. Адміністративний центр — село Старовірівка.

## Загальні відомості
Старовірівська сільська рада утворена в 1920 році.
- Територія ради: 31,75 км²
- Населення ради: 1 316 осіб (станом на 2001 рік)
- Територією ради протікає річка Осинівка.

## Населені пункти
Сільській раді підпорядковані населені пункти:
- с. Старовірівка

## Склад ради
Рада складається з 20 депутатів та голови.
- Голова ради: Мірошніченко Сергій Адольфович
- Секретар ради: Кошель Алла Анатоліївна

### Керівний склад попередніх скликань
| Прізвище, ім'я, по батькові    | Основні відомості                                                 | Дата обрання | Дата звільнення |
| ------------------------------ | ----------------------------------------------------------------- | ------------ | --------------- |
| Кунєєва Наталія Анатоліївна    | Сільський голова, 1962 року народження, позапартійна              | 26.03.2006   | 31.10.2010      |
| Мірошніченко Сергій Адольфович | Сільський голова, 1957 року народження, освіта вища, безпартійний | 31.10.2010   |                 |

Примітка: таблиця складена за даними сайту Верховної Ради України

### Депутати
За результатами місцевих виборів 2010 року депутатами ради стали:

#### За суб'єктами висування
| Суб'єкт висування                                       | Кількість обраних депутатів | %  |
| ------------------------------------------------------- | --------------------------- | -- |
| Партія регіонів                                         | 14                          | 70 |
| Комуністична партія України                             | 2                           | 10 |
| Політична партія Всеукраїнське об'єднання «Батьківщина» | 2                           | 10 |
| Партія «Відродження»                                    | 1                           | 5  |
| Політична партія «Наша Україна»                         | 1                           | 5  |

#### За округами
| № округу                                                | Прізвище, ім'я, по батькові      | Дата визнання обраним | Освіта             | Партійна приналежність                        | Відомості про обраного депутата                                           |
| ------------------------------------------------------- | -------------------------------- | --------------------- | ------------------ | --------------------------------------------- | ------------------------------------------------------------------------- |
| Комуністична партія України                             |                                  |                       |                    |                                               |                                                                           |
| 4                                                       | Медведєва Людмила Олександрівна  | 04.11.2010            | середня            | позапартійна                                  | тимчасово не працює                                                       |
| 17                                                      | Невольніченко Людвіг Вікторович  | 04.11.2010            | середня            | позапартійний                                 | пенсіонер                                                                 |
| Партія «ВІДРОДЖЕННЯ»                                    |                                  |                       |                    |                                               |                                                                           |
| 12                                                      | Тарнавська Валентина Петрівна    | 04.11.2010            | середня            | позапартійна                                  | Куп"янська дирекція залізничних перевезень, практикант-прийомоздавальника |
| Партія регіонів                                         |                                  |                       |                    |                                               |                                                                           |
| 2                                                       | Масна Оксана Валеріївна          | 04.11.2010            | середня спеціальна | позапартійна                                  | Старовірівська загальноосвітня школа, лаборант                            |
| 3                                                       | Сабіна Ольга Іванівна            | 04.11.2010            | середня спеціальна | позапартійна                                  | Стов "Старовірівський птахокомплекс, завідувач складом                    |
| 5                                                       | Козлова Ольга Тадеушівна         | 04.11.2010            | вища               | позапартійна                                  | Стов «Старовірівський птахокомплекс», головний бухгалтер                  |
| 6                                                       | Хацановська Алла Валентинівна    | 04.11.2010            | середня            | позапартійна                                  | Старовірівське відділення зв"язку, начальник відділення                   |
| 7                                                       | Радченко Наталія Анатоліївна     | 04.11.2010            | середня            | позапартійна                                  | приватний підприємець                                                     |
| 8                                                       | Корх Раїса Володимирівна         | 04.11.2010            | середня спеціальна | позапартійна                                  | Шевченківський територіальний центр, соціальний працівник                 |
| 9                                                       | Кошель Алла Анатоліївна          | 04.11.2010            | середня спеціальна | позапартійна                                  | Старовірівська сільська рада, секретар                                    |
| 10                                                      | Козак Микола Вікторович          | 04.11.2010            | середня            | позапартійний                                 | Старовірівське ЖКП"Затишок", директор                                     |
| 11                                                      | Козир Наталія Борисівна          | 04.11.2010            | середня спеціальна | позапартійна                                  | Старовірівська сільська рада, землевпорядник                              |
| 13                                                      | Міщенко Наталія Семенівна        | 04.11.2010            | середня спеціальна | позапартійна                                  | Стов «Старовірівський птахокомплекс», бухгалтер                           |
| 14                                                      | Ткаченко Оксана Леонідівна       | 04.11.2010            | середня спеціальна | позапартійна                                  | ТОВ ВКФ"Старк", начальник хімічної лабораторії                            |
| 16                                                      | Новосьолова Лариса Рахматівна    | 04.11.2010            | середня спеціальна | позапартійна                                  | пенсіонер                                                                 |
| 19                                                      | Близно Наталія Вікторівна        | 04.11.2010            | середня спеціальна | позапартійна                                  | Старовірівська амбулаторія сімейної медицини, медична сестра              |
| 20                                                      | Дикань Надія Миколаївна          | 04.11.2010            | середня спеціальна | позапартійна                                  | приватний підприємець                                                     |
| Політична партія Всеукраїнське об'єднання «Батьківщина» |                                  |                       |                    |                                               |                                                                           |
| 15                                                      | Юрченко Віола Вікторівна         | 04.11.2010            | середня            | член Всеукраїнського об'єднання «Батьківщина» | Старовірівська загальноосвітня школа, вожата                              |
| 18                                                      | Балдин Вікторія Володимирівна    | 04.11.2010            | вища               | позапартійна                                  | Грушевська загальноосвітня школа, вчитель                                 |
| Політична партія «Наша Україна»                         |                                  |                       |                    |                                               |                                                                           |
| 1                                                       | Пономарьова Тетяна Костянтинівна | 04.11.2010            | середня            | член Політичної партії «Наша Україна»         | Старовірівська загальноосвітня школа, завгосп                             |